# Cerastium multiflorum
Cerastium multiflorum är en nejlikväxtart som beskrevs av Carl Anton von Meyer. Cerastium multiflorum ingår i släktet arvar, och familjen nejlikväxter. Inga underarter finns listade i Catalogue of Life.